# نابا (كاليفورنيا)
نابا هي مقر المقاطعة لمقاطعة نابا وهي كذلك المدينة الرئيسية في مقاطعة نابا.

## التركيبة السكانية
حدّد مكتب تعداد الولايات المتحدة بيانات التركيبة السكانية لنابا في تعداد الولايات المتحدة. في ما يلي، التركيبة السكانية حسب تعدادي 2000 و2010.

### تعداد عام 2000
بلغ عدد سكان نابا 72,585 نسمة بحسب تعداد عام 2000، وبلغ عدد الأسر 26,978 أسرة وعدد العائلات 17,940 عائلة مقيمة في المدينة. في حين سجلت الكثافة السكانية 1,533.6 نسمة لكل كيلومتر مربع (3,972.0/ميل2). وبلغ عدد الوحدات السكنية 27,776 وحدة بمتوسط كثافة قدره 586.9 لكل كيلومتر مربع (1,520.1/ميل2).
وتوزع التركيب العرقي للمدينة بنسبة 80.32% من البيض و0.52% من الأمريكيين الأفارقة و0.91% من الأمريكيين الأصليين و1.71% من الأمريكيين ذوي الأصول الآسيوية و0.16% من سكان جزر المحيط الهادئ و12.65% من الأعراق الأخرى و3.73% من عرقين مختلطين أو أكثر و26.83% من الهسبانيون أو اللاتينيون من أي عرق.
بلغ عدد الأسر 26,978 أسرة كانت نسبة 35.8% منها لديها أطفال تحت سن الثامنة عشر تعيش معهم، وبلغت نسبة الأزواج القاطنين مع بعضهم البعض 50.7% من أصل المجموع الكلي للأسر، ونسبة 11.1% من الأسر كان لديها معيلات من الإناث دون وجود شريك، بينما كانت نسبة 4.6% من الأسر لديها معيلون من الذكور دون وجود شريكة وكانت نسبة 33.5% من غير العائلات. تألفت نسبة 26.8% من أصل جميع الأسر من عدة أفراد يعيشون في نفس المنزل ونسبة 12.1% كانت تتألف من شخص يعيش بمفرده يبلغ من العمر 65 عاماً أو أكثر. وبلغ متوسط حجم الأسرة المعيشية 2.64، أما متوسط حجم العائلات فبلغ 3.20.
بلغ العمر الوسطي للسكان 36.1 عاماً. وكانت نسبة 25.5% من القاطنين تحت سن الثامنة عشر، وكانت نسبة 8.3% بين الثامنة عشر والرابعة والعشرين عاماً، ونسبة 29.1% كانت واقعةً في الفئة العمرية ما بين الخامسة والعشرين والرابعة والأربعين عاماً، ونسبة 22.2% كانت ما بين الخامسة والأربعين والرابعة والستين، ونسبة 12.9% كانت ضمن فئة الخامسة والستين عاماً فما فوق. يوجد لكل 100 أنثى 96.4 ذكر، ويوجد لكل 100 أنثى في الثامنة عشر من عمرها فما فوق 93.8 ذكر.
بلغ متوسط دخل الأسرة في المدينة 49,154 دولارًا، أما متوسط دخل العائلة فبلغ 58,788 دولارًا. وكان متوسط دخل الذكور 41,046 دولارًا مقابل 31,334 دولارًا للإناث. وسجل دخل الفرد الخاص بالمدينة 23,642 دولارًا. وكانت نسبة 6.1% من العائلات ونسبة 8.9% من السكان تحت خط الفقر، وكان من هؤلاء نسبة 12% تحت سن الثامنة عشر ونسبة 5.5% في الخامسة والستين من العمر وما فوق.

### تعداد عام 2010
بلغ عدد سكان نابا 76,915 نسمة بحسب تعداد عام 2010، وبلغ عدد الأسر 28,166 أسرة وعدد العائلات 18,634 عائلة مقيمة في المدينة. في حين سجلت الكثافة السكانية 1,625.1 نسمة لكل كيلومتر مربع (4,209.0/ميل2). وبلغ عدد الوحدات السكنية 30,149 وحدة بمتوسط كثافة قدره 637 لكل كيلومتر مربع (1,649.8/ميل2).
وتوزع التركيب العرقي للمدينة بنسبة 75.09% من البيض و0.63% من الأمريكيين الأفارقة و0.83% من الأمريكيين الأصليين و2.28% من الأمريكيين ذوي الأصول الآسيوية و0.19% من سكان جزر المحيط الهادئ و17.23% من الأعراق الأخرى و3.75% من عرقين مختلطين أو أكثر و37.60% من الهسبانيون أو اللاتينيون من أي عرق.
بلغ عدد الأسر 28,166 أسرة كانت نسبة 34.9% منها لديها أطفال تحت سن الثامنة عشر تعيش معهم، وبلغت نسبة الأزواج القاطنين مع بعضهم البعض 49.2% من أصل المجموع الكلي للأسر، ونسبة 11.4% من الأسر كان لديها معيلات من الإناث دون وجود شريك، بينما كانت نسبة 5.6% من الأسر لديها معيلون من الذكور دون وجود شريكة وكانت نسبة 33.8% من غير العائلات. تألفت نسبة 26.5% من أصل جميع الأسر من عدة أفراد يعيشون في نفس المنزل ونسبة 11.6% كانت تتألف من شخص يعيش بمفرده يبلغ من العمر 65 عاماً أو أكثر. وبلغ متوسط حجم الأسرة المعيشية 2.69، أما متوسط حجم العائلات فبلغ 3.25.
بلغ العمر الوسطي للسكان 37.4 عاماً. وكانت نسبة 24.5% من القاطنين تحت سن الثامنة عشر، وكانت نسبة 8.7% بين الثامنة عشر والرابعة والعشرين عاماً، ونسبة 27.2% كانت واقعةً في الفئة العمرية ما بين الخامسة والعشرين والرابعة والأربعين عاماً، ونسبة 25.9% كانت ما بين الخامسة والأربعين والرابعة والستين، ونسبة 13.6% كانت ضمن فئة الخامسة والستين عاماً فما فوق. وتوزع التركيب الجنسي للسكان بنسبة 49.3% ذكور و50.7% إناث.

## المناخ
يظهر الجدول التالي التغييرات المناخية على مدار السنة لنابا:
| البيانات المناخية لـنابا                                                           | البيانات المناخية لـنابا | البيانات المناخية لـنابا | البيانات المناخية لـنابا | البيانات المناخية لـنابا | البيانات المناخية لـنابا | البيانات المناخية لـنابا | البيانات المناخية لـنابا | البيانات المناخية لـنابا | البيانات المناخية لـنابا | البيانات المناخية لـنابا | البيانات المناخية لـنابا | البيانات المناخية لـنابا | البيانات المناخية لـنابا |
| الشهر                                                                              | يناير                    | فبراير                   | مارس                     | أبريل                    | مايو                     | يونيو                    | يوليو                    | أغسطس                    | سبتمبر                   | أكتوبر                   | نوفمبر                   | ديسمبر                   | المعدل السنوي            |
| ---------------------------------------------------------------------------------- | ------------------------ | ------------------------ | ------------------------ | ------------------------ | ------------------------ | ------------------------ | ------------------------ | ------------------------ | ------------------------ | ------------------------ | ------------------------ | ------------------------ | ------------------------ |
| الدرجة القصوى °ف (°م)                                                              | 85 (29)                  | 86 (30)                  | 92 (33)                  | 95 (35)                  | 104 (40)                 | 113 (45)                 | 112 (44)                 | 110 (43)                 | 110 (43)                 | 106 (41)                 | 90 (32)                  | 81 (27)                  | 113 (45)                 |
| متوسط درجة الحرارة الكبرى °ف (°م)                                                  | 57.3 (14.1)              | 62.2 (16.8)              | 66.6 (19.2)              | 71.2 (21.8)              | 76.2 (24.6)              | 81.1 (27.3)              | 82.9 (28.3)              | 83.0 (28.3)              | 82.9 (28.3)              | 76.7 (24.8)              | 65.1 (18.4)              | 57.1 (13.9)              | 71.9 (22.2)              |
| متوسط درجة الحرارة الصغرى °ف (°م)                                                  | 39.4 (4.1)               | 41.9 (5.5)               | 43.5 (6.4)               | 45.2 (7.3)               | 49.6 (9.8)               | 53.4 (11.9)              | 55.1 (12.8)              | 55.0 (12.8)              | 53.2 (11.8)              | 49.2 (9.6)               | 43.7 (6.5)               | 39.6 (4.2)               | 47.4 (8.6)               |
| أدنى درجة حرارة °ف (°م)                                                            | 19 (−7)                  | 23 (−5)                  | 23 (−5)                  | 27 (−3)                  | 30 (−1)                  | 34 (1)                   | 38 (3)                   | 32 (0)                   | 36 (2)                   | 28 (−2)                  | 25 (−4)                  | 14 (−10)                 | 14 (−10)                 |
| الهطول إنش (مم)                                                                    | 5.13 (130)               | 5.54 (141)               | 3.87 (98)                | 1.59 (40)                | 1.03 (26)                | 0.19 (4.8)               | 0 (0)                    | 0.09 (2.3)               | 0.30 (7.6)               | 1.48 (38)                | 3.45 (88)                | 5.23 (133)               | 27.80 (706)              |
| المصدر: Western Regional Climate Center (normals 1981–2010, extremes 1893–present) |                          |                          |                          |                          |                          |                          |                          |                          |                          |                          |                          |                          |                          |

## توأمة
لنابا (كاليفورنيا) اتفاقيات توأمة مع كل من:
- إيوانوما
- تلاوي
- لاونسستون (6 يونيو 1988 - )

## أعلام
- أندي ميلر
- ويليام تومسون
- دياني ديزني ميلر
- ويليام إتش كورلت
- جورج صامويل كلاسون
- دوني روبنسون
- جيم لانديس
- بيتر دونلون
- ديفيد دونلاب
- ريان تي هولت